# Cecilia Bowes-Lyon
Cecilia Bowes-Lyon (ur. 11 września 1862 w Londynie, zm. 23 czerwca 1938 tamże) – matka królowej Elżbiety, babka i matka chrzestna Elżbiety II.

## Życiorys
Urodziła się jako najstarsza córka Charlesa Cavendish-Bentincka i jego żony Louisy Cavendish-Bentinck. 16 lipca 1881 poślubiła Claude’a Bowes-Lyona, 14. hrabiego Strathmore i Kinghorne, z którym miała dziesięcioro dzieci. W 1904 Claude odziedziczył po swoim ojcu tytuł hrabiego Strathmore i Kinghorne. Wówczas Cecillia otrzymała tytuł Hrabiny Strathmore i Kinghorne.
Podczas I wojny światowej jej rezydencja na zamku Glamis w Szkocji funkcjonowała jako szpital dla rannych. Hrabina brała czynny udział w leczeniu poszkodowanych do czasu, aż wykryto u niej raka, który spowodował niepełnosprawność. W październiku 1921 poddała się histerektomii, powracając do zdrowia w maju 1922.
26 kwietnia 1923 odbył się ślub jej najmłodszej córki Elżbiety. Poślubiła ona księcia Alberta z dynastii Windsorów, późniejszego króla Jerzego VI.
W kwietniu 1938, podczas ślubu wnuczki Anny Bowes-Lyon, doznała zawału serca. Zmarła 2 miesiące później, została pochowana 27 czerwca przy swoim zamku Glamis.
Dzieci:
- Violet Bowes-Lyon (ur. 17 kwietnia 1882 - zm. 17 października 1893)
- Mary Elphinstone, Lady Elphinstone  (ur. 30 sierpnia 1883, Angis, Wielka Brytania - zm. 8 lutego 1961, Inveresk, Wielka Brytania)
- Patrick Bowes-Lyon, 15th Earl of Strathmore and Kinghorne (ur. 22 września 1884, St Paul’s Walden Bury, Wielka Brytania - zm. 25 maja 1949, Angus, Wielka Brytania)
- John Herbert Bowes-Lyon (ur. 1 kwietnia 1886 - zm. 7 lutego 1930, Glamis, Wielka Brytania)
- Alexander Francis Bowes-Lyon (ur. 14 kwietnia 1887 - zm. 19 października 1911)
- Fergus Bowes-Lyon (ur. 18 kwietnia 1889, Ham, London - zm. 27 września 1915, Loos-en-Gohelle, Francja)
- Rose Leveson-Gower, Countess Granville (ur. 6 maja 1890 - zm. 17 listopada 1967)
- Michael Claude Hamilton Bowes-Lyon (ur. 1 października 1893 - zm. 1 maja 1953)
- Elżbieta Bowes-Lyon, urodzona jako ang. Elizabeth Angela Marguerite Bowes-Lyon; po śmierci męża oficjalnie znana jako Elżbieta, królowa matka (ur. 4 sierpnia 1900 w Hitchin, zm. 30 marca 2002 w Windsorze) – królowa Wielkiej Brytanii i cesarzowa Indii jako żona Jerzego VI, matka królowej Elżbiety II
- David Bowes-Lyon (ur. 2 maja 1902, Londyn, Wielka Brytania - zm. 13 września 1961, Birkhall, Wielka Brytania)